# Ключ 212
Ключ 212 (трад. 龍, упр. 龙, 竜) — ключ Канси со значением «дракон»; один из 2, состоящих из шестнадцати штрихов.
В словаре Канси всего 18 символов (из 49 030), которые можно найти c этим радикалом.

## Техника написания

Классический вариант написания.
Упрощенный вариант. Китай
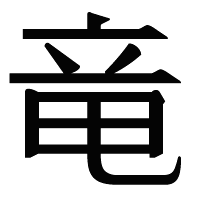
Упрощенный вариант. Япония

## История
Современный иероглиф «дракон» произошел от древней идеограммы, изображавшей это сказочное существо.
Кроме этого иероглиф может употребляться в значениях: «государь, император», «любовь, ласка, благосклонность, милость», «гармония, согласие, мир», «выдающаяся личность, знаменитость, гений».
В качестве ключевого знака используется редко.
В словарях находится под номером 212.

## Древние идеограммы

Вид в Цзягувэнь
Вид в Цзиньвэнь
Вид в Цзяньду
Вид в большой печати Чжуаньшу
Вид в малой печати Чжуаньшу

## Значение
1. Дракон.
2. Государь, император.
3. Любовь, ласка, благосклонность, милость.
4. Гармония, согласие, мир.
5. Выдающаяся личность, знаменитость, гений.
6. Является пятым из 12 знаков в Китайском зодиаке.
7. Является символом пятой из 12 Земных ветвей в китайской циклической системе.

## Варианты прочтения
- кит. трад. 龍, упр. 龙, 竜, пиньинь lóng, лун.
- яп. 竜, リュー, ryū, рю:;
- яп. リョー, ryō, рё:;
- яп. たつ, tatsu, тацу;
- кор. 용 yong, ён?, 룡 ryong, рён?.

## Различия в написании
«Дракон» встречается только в упрощенном варианте, который значительно отличается от традиционного варианта и зависит от страны.
| Китай | Япония |
| ----- | ------ |
| 龙    | 竜     |

- Примечание: Ваш браузер может отображать иероглифы неправильно.

## Примеры иероглифов
| Доп. штрихи | Иероглифы      |
| ----------- | -------------- |
| 0           | 龍 (龙, 竜)    |
| 2           | 龎             |
| 3           | 龏             |
| 4           | 龑 𪚚          |
| 5           | 龒             |
| 6           | 䶬 龔 龓 龕 籠 |
| 11          | 𪚤             |
| 16          | 龖             |
| 17          | 龗             |
| 32          | 龘             |
| 33          | 龗             |
| 48          | 𪚥             |
| 84          | 𱁬             |

- Примечание: Ваш браузер может отображать иероглифы неправильно.